# Imana
Imana, nella credenza tradizionale delle popolazioni del Ruanda e del Burundi, è l'Essere supremo.

Il termine Imana sta a indicare anche le diverse manifestazioni divine come il montone bianco, la bergeronnette (un uccello bianco) e i boschetti sacri del gitabo (luogo cultuale del kubandwa). 

Imana è spesso associato a Kiranga, grande spirito possessore del culto del kubandwa.
Etimologicamente la parola Imana deriva dal verbo kubana, vivere insieme a, abitare con. Da qui anche il verbo kumana, essere sospeso, appollaiato.

## Gli attributi di Imana
Quindi Imana è colui che sta al di sopra di tutte le realtà, sia materiali che spirituali, l'Essere per eccellenza, vivente in tutte le cose. 

È invisibile, increato, unico, sempre presente, eterno, impersonale, benefico.
Numerosi sono gli appellativi a lui indirizzati: Rugiraviyose (Colui che fa tutto), Rukiza (Colui che guarisce o salva), Rurema (Il creatore), Rugaba (Colui che dispone tutto), Sebibondo (Il padre dei bambini), Rutunga (Colui che preserva), Indavyi (Colui che veglia), Incanyi (Colui che illumina).
Innumerevoli sono i proverbi indirizzati ad Imana:
(Proverbio Kirundi)
(Proverbio Kirundi)
Tantissimi altri glorificano la bontà, la forza, la provvidenza di Imana.

Ma non solo i proverbi, anche tantissimi nomi propri evocano le doti di Imana: Nsengiunwa (io prego colui che ascolta), Mbonimpa (io vedo che Lui dona), Ntirampeba (Lui non mi abbandona), Nahimana (È grazie ad Imana), Havyarimana (È Imana che mette al mondo), Hakizimana (Imana salva), Bizimana (Imana conosce tutte le cose), Niyigaba (È lui che dispone tutto), Niyonyenevyo (È lui il proprietario di tutto), Niyonzima (È lui il vivente), Sibomana (Imana è ovunque), Ntahiraje (Egli è vicino), Maniraho (Imana è vicino), Nsanzicanye (Lo trovo che accende il fuoco) e così moltissimi altri.
Imana è il principio della vita, della fecondità, dell'unione familiare, custodisce i campi e i raccolti, il bestiame e tutto il paese, presereva la salute .
L'azione di Imana però non esclude la partecipazione e la responsabilità personale:
(Proverbio Kirundi)
(Proverbio Kirundi)
Si raccontano anche numerosi racconti, in cui si evidenzia la responsabilità umana: il male, la malattia e la morte non sono procurate da Imana, ma sono dovute alla cattiveria e alla meschinità degli uomini. 

Ecco un sintetico esempio:

"Un tempo gli uomini morivano e resuscitavano. 

Capitò che un uomo aveva due mogli ed una morì. L'uomo restò a vegliarla, per aiutarla ad uscire dalla fossa quando avrebbe ripreso la vita. 

Il giorno dopo, dovendo assentarsi, mise l'altra moglie di guardia facendole mille raccomandazioni.  L'uomo partì e come la terra cominciò a  muoversi, la seconda moglie, invece di aiutare la prima ad uscire, iniziò a picchiarla con un bastone  impedendogli così di ritornare in vita. 

Da allora, gli uomini muoiono e non risuscitano più. Così ha voluto la gelosia."
Talvolta però si citano proverbi più ambigui, in cui traspare addirittura una certa impotenza ed ingiustizia divina:
(Proverbio Kirundi)
(Proverbio Kirundi)
Imana è in effetti il dispensatore di tutti i benefici, ma anche colui che permette tutte le afflizioni. Comunque però resta impenetrabile alla conoscenza degli uomini.
Talvolta si evoca l'esistenza di un Imana mbi, un cattivo Imana, chiamato anche Rwuba bigati o Bijunyagu, Colui che sghignazza, o Imana y'imbwa, Imana dei cani. Sono espressioni blasfeme che denotano la distanza tra la divinità e gli uomini e l'impossibilità di arrivare ad una conoscenza piena di lui e dei suoi disegni.
Forse è questa lontananza tra Imana e gli uomini che non ispira nessun timore e non impone nessun culto rituale. Soltanto i Mizimu, gli spiriti degli antenati, vengono fatti oggetto di attenzione cultuale, onorati e placati. Imana resta Nyamwambarizwakure, colui che lo si invoca da lontano.
I primi missionari giunti in Burundi hanno introdotto il termine kiswahili Mungu per designare Dio, termine ambiguo (in kirundi il termine mungu è associato ad un insetto) ed estraneo alla cultura delle popolazioni locali. Imana veniva considerato come un dio pagano da sostituire ed era tradotto nei dizionari come chance, sorte . Questa scelta venne cambiata a partire dal 1960: oggi anche i cristiani chiamano Dio col termine kirundi di Imana, molto più familiare e comprensibile.

## Gli spiriti
Il mondo spirituale è abitato, oltre che da Imana, anche da altri esseri spirituali:

i Bihume, i Mizimu ed i Baganza.

### Ibihume
Il termine Ibihume (plurale di Igihume) sta ad indicare degli esseri simili ai nostri fantasmi o geni, degli spiriti selvaggi, anime di persone che sono morte di morte violenta e non hanno trovato sepoltura.

A volte si rendono visibili nella nebbia, come ombre, o mostrandosi nella notte come delle luci soffuse e misteriose, con voci inumane o rumori inspiegabili altrimenti.

Vengono chiamati anche Ibisigo o Ibikange.

Vivono nei fondovalle, nelle rocce, nei precipizi e nei luoghi desolati, talvolta nei bananeti.

Sono particolarmente vendicativi e prendono di mira le persone che si avvicinano loro. Possono rendere ciechi, paralizzare, causare attacchi reumatici o allergie, anche la pazzia. Ma tutte queste malattie cono curabili ma comunque l'unico modo per restare immuni è di evitare di avvicinarsi ai luoghi dove abitano.

Nelle leggende popolari, spesso vengono assimilati agli orchi o ai giganti (Ikimwenyi, Igisizimwe) come nelle nostre favole.

### Imizimu
Il termine Umuzimu (plurale Imizimu) è una forma di sopravvivenza di una persona dopo la sua morte e la sua sepoltura.

Etimologicamente deriva dal verbo kuzima che significa vivere.

I Barundi hanno sempre creduto che la morte di una persona non conclude del tutto la vita, resta qualcosa di invisibile e di impalpabile con una potenza superiore a quella dei viventi, nel bene come nel male.
Questa nuova esistenza nasce dopo un certo tempo dalla morte, quando il corpo è completamente decomposto e cambiato in serpente. Si sospetta di questa nuova presenza quando si incontra un serpente nei pressi della tomba o una disgrazia si abbatte sulla famiglia.

L'umuzimu è incorporeo ma personale, mantiene degli appetiti e dei desideri ed è capace di attività più potente dei viventi e può provocare malattie e disgrazie. È irritabile, continua ad interferire nella vita familiare e può essere acquietato solo con delle offerte.

Ci sono mizimu familiari, spiriti degli antenati morti, e ci sono dei mizimu dei grandi eroi mitici, soprattutto di Kiranga, che giocano un ruolo nazionale.
Quando un capofamiglia si avvicina alla morte, riunisce i propri figli, designa il suo successore a cui rimette l'autorità e ripete un discorso solenne, impartendo raccomandazioni e minacciando ritorsioni: "... il mio mizimu ti perseguiterà e conoscerai le avversità ..." se il designato dovesse venire meno alle indicazioni ricevute.

Quando una disgrazia si abbatte sulla famiglia, come conflitti insanabili, morti inspiegabili di bambini, sterilità delle mogli, difficoltà a trovare marito delle figlie, nascita di gemelli, si ricorre allo stregone (umupfumu) che fa diagnosi di "attacco degli spiriti degli antenati (intezi z'abakuru)", identifica l'umuzimu responsabile e prescrive l'offerta di riconciliazione da offrise secondo le usanze (guterekera imizimu).

### Abaganza
Il termine Abaganza (diminutivo di Abaganzaruguru, plurale di Umuganza), può essere tradotto letteralmente come "coloro che dominano".
 
Viene usato per designare sia gli spiriti Baganza che le persone possedute da questi. 

Sono chiamati anche Amashinga (Coloro che si installano e durano), evocando una nozione di permanenza cronica ed irreversibile degli spiriti sulla persona del posseduto, oppure Abavyeyi (Genitori) , con un'idea soprattutto materna, indicando benevolenza, ma anche la passività e l'accettazione dello spirito o Ivyo mu gihugu (Quelli del paese).

## Leggende nel mito
Il dio Imana decise di creare gli esseri umani e il primo di loro fu Kazikamuntu. Egli ebbe numerosi figli che in età adulta invece di vivere in armonia si fecero guerra l'un con l'altro. Per questo, secondo il mito, nacquero le tribù ed il mondo fu da allora sempre diviso.